# Pomrowiowate
Pomrowiowate, pomrówiowate, pomrowy (Limacidae) – rodzina ślimaków z rzędu trzonkoocznych, charakteryzujących się wydłużonym ciałem i muszlą zredukowaną do schowanej pod płaszczem płytki. Ostre zakończenie ciała i umiejscowienie otworu oddechowego odróżniają je od podobnych ślimaków z rodziny ślinikowatych (Arionidae). Zamieszkują zachodnią Palearktykę. Niektóre zostały zawleczone do Ameryki i Australii.
W Polsce występuje 10 gatunków pomrowiowatych, w tym pomrów wielki, pomrów błękitny i pomrów żółtawy.
Rodzajem typowym rodziny jest Limax.

## Podział systematyczny
W obrębie rodziny pomrowiowatych wyróżnia się dwie podrodziny:
- Eumilacinae I.M. Likharev & Wiktor, 1980
- Limacinae Batsch, 1789